# HAT-P-67
HAT-P-67 — одиночная звезда в созвездии Геркулеса на расстоянии приблизительно 1225 световых лет (около 376 парсек) от Солнца. Видимая звёздная величина звезды — +10,11m. Возраст звезды — около 1,24 млрд лет.
Вокруг звезды обращается, как минимум, одна планета.

## Характеристики
HAT-P-67 — жёлто-белая звезда спектрального класса F5. Масса — около 1,642 солнечной, радиус — около 2,67 солнечного, светимость — около 20,545 солнечной. Эффективная температура — около 6296 K.

## Планетная система
В 2017 году группой астрономов, работающих в рамках программы HATNet, было объявлено об открытии планеты HAT-P-67 b.